# Apalus asiaticus
Apalus asiaticus – gatunek chrząszcza z rodziny oleicowatych.
Gatunek ten opisany został po raz pierwszy w 1897 roku przez Karla Eschericha.
Chrząszcz o wydłużonym ciele długości około 15 mm. Głowa i przedplecze są matowo czarne, gęsto punktowane, gęsto porośnięte długimi, odstającymi włoskami. Sięgające środka długości ciała czułki są czarne, a pierwszy ich człon również porastają długie, czarne, odstające włoski. Przedplecze nieco tylko zwęża się od kątów przednich do tylnej krawędzi i ma brzegi boczne lekko przed kątami tylnymi wykrojone. Pokrywy są ciemnoczerwone z odcieniem fioletowym lub purpurowym i z parą czarnych plamek przed wierzchołkiem. Brzegi boczne pokryw są rozszerzone słabiej niż u A. creticus, a ich wierzchołki tworzą mniejszą przerwę. Barwa odnóży jest czarna. Tylna para odnóży ma zgrubiałe zewnętrzne ostrogi wierzchołkowe goleni. Odwłok jest całkowicie nakryty pokrywami.
Owad palearktyczny, znany z Turkmenistanu i Afganistanu. 